# El Desperado
Kyosuke Mikami  (nacido el 29 de diciembre de 1983) es un luchador profesional japonés enmascarado, más conocido bajo el nombre de El Desperado donde trabaja actualmente en New Japan Pro-Wrestling (NJPW). Mikami fue entrenado por el NJPW Dojo y trabajó para el CMLL durante dos años como novato bajo, mientras ganaba experiencia en el ring.
En 2012 viajó a México para una estadía prolongada como parte de su régimen de entrenamiento, trabajando para el Consejo Mundial de Lucha Libre (CMLL) como el personaje enmascarado de Namajague, una traducción al español de Namahage, un demonio popular japonés. Después de ser desenmascarado debido a perder un combate y trabajar brevemente sin uno, Mikami regresó a NJPW en enero de 2014 y fue reempaquetado bajo otra máscara como El Desperado.
Mikami ha sido dos veces Campeón Peso Junior de la IWGP, cuatro veces Campeón Peso Pesado Junior en Parejas de la IWGP con Yoshinobu Kanemaru, una vez Campeón Peso Pesado Junior en Parejas de GHC con Taka Michinoku y una vez Campeón en Parejas de la Arena Coliseo del CMLL con Okumura.

## Primeros años
Mikami nació y creció en Nagaoka, Niigata, Japón. Más tarde asistió a la Universidad de Senshu, pero se retiró antes de graduarse. Persiguió tanto una carrera de Judo como una carrera de lucha Amateur, tanto en la lucha grecorromana como en la lucha libre.

## Carrera

### New Japan Pro-Wrestling (2010-2012)
Después de entrenar en el NJPW Dojo durante casi un año, Mikami debutó el 7 de marzo de 2010, perdiendo ante Ryusuke Taguchi. NJPW tradicionalmente requiere que sus novatos (conocidos como "Young Lions" en NJPW) usen botas y troncos negros simples y genéricos y paguen sus cuotas ayudando a configurar el anillo, etc., mientras ganan en experiencia de anillo. Mikami perdería al menos 31 partidos consecutivos, no es raro para los graduados de dojo de NJPW, hasta que fue capaz de vencer a su compañero aprendiz de dojo Hiromu Takahashi en el debut de Takahashi el 24 de agosto de 2010 en NEVER 1.
El último combate de Mikami hasta la fecha fue el 4 de enero de 2012, ya que apareció en un dark match antes del Wrestle Kingdom VI, el espectáculo más grande de NJPW. El combate vio a Mikami y Tomoaki Honma perder ante Tama Tonga y el Capitán New Japan. Más tarde se anunció que Mikami se lesionó para tomarse un tiempo libre, una historia para cubrir su ausencia a largo plazo de NJPW.

### Consejo Mundial de Lucha Libre (2012-2013)
NJPW a menudo envía sus "Young Lions" en una excursión de aprendizaje fuera de Japón, ya sea Estados Unidos, Europa o en particular México, donde NJPW tiene una relación de trabajo con el Consejo Mundial de Lucha Libre (CMLL) que ha visto una serie de luchadores japoneses trabajar para CMLL por períodos de tiempo más cortos o más largos. La "excusion de aprendizaje" de Mikami lo llevó a México a principios de 2012, donde le dieron un nuevo nombre, Namajague y una máscara inspirada en las imágenes del demonio popular japonés Namahage. Mientras que Mikami había trabajado principalmente como una cara , se le dio un carácter de rudo y se asoció con el trabajador japonés residente de CMLL, Okumura. Los dos formaron un equipo llamada La Fiebre Amarilla. Hizo su debut como Namajage el 2 de febrero de 2012 haciendo equipo con Okumura y Misterioso, Jr. , derrotando al equipo de Black Warrior , El Sagrado y Sangre Azteca. Al mes siguiente, Mikami trabajó en el principal espectáculo de primavera de CMLL, Homenaje a Dos Leyendas, donde se asoció con Misterioso Jr. y Rey Escorpión para derrotar al equipo de Fuego, Titán y Tritón 
En septiembre de 2012, La Fiebre Amarilla se enfrentó sin éxito al Campeonato en Parejas de la Arena Coliseo del CMLL cuando los campeones defensores Fuego y Stuka, Jr. salieron victoriosos. Solo unas semanas después, Namajague formó parte del espectáculo anual más grande de CMLL mientras celebraban el séptimo aniversario de CMLL mientras se asociaba con Okumura y Taichi, un trío llamado La Ola Amarilla, La Ola fue derrotada por tres de los mejores técnicos de CMLL, Ángel de Oro, La Sombra y Titán. En los meses posteriores al show de aniversario, Namajague y Okumura desarrollaron una larga historia con Stuka, Jr. y Rey Cometa que evolucionó hasta convertirse en el evento principal del espectáculo Homenaje a Dos Leyendas 2013 disputado bajo Luchas de Apuestas, o reglas de "partido de apuestas" donde Namajague y Stuka, Jr. arriesgaron sus máscaras y Okumura y Rey Cometa arriesgaron su cabello en el resultado del combate. El 3 de marzo de 2013, Namajague y Okumura derrotaron a Fuego y Stuka, Jr. para ganar el Campeonato en Parejas de la Arena Coliseo del CMLL, el primer título de lucha profesional de Mikami. El 15 de marzo de 2013, Okumura y Namajague fueron derrotados por Stuka, Jr. y Rey Cometa en el evento principal del 2013.Homenaje a Dos Leyendas show, obligando a Okumura a afeitarse todo el cabello y Namajague fue desenmascarado y tuvo que revelar su verdadero nombre, Kyosuke Mikami, según las tradiciones de lucha libre. La historia entre Namajague y Rey Cometa no terminó después del desenmascaramiento, sino que cambió a una historia individual entre los dos, que incluía a Namajague rompiendo un cristal sobre la cabeza de Rey Cometa durante un enfrentamiento individual. El conflicto llevó a que CMLL firmara una Lucha de Apuestas individualizada con el cabello de Cometa y Namajague en la línea, que se llevaría a cabo el 26 de abril de 2013, en el Arena 57 Show Anniversary de México. Rey Cometa ganó el Luchas de Apuestas, dos caídas a uno, para afeitarse todo el cabello de Namajague después del combate.
El 3 de noviembre, Namajague y Okumura perdieron el Campeonato en Parejas de la Arena Coliseo del CMLL ante Delta y Guerrero Maya Jr.

### New Japan Pro-Wrestling (2014-2015)
El 9 de diciembre de 2013, NJPW anunció el próximo debut de un nuevo luchador enmascarado llamado "El Desperado". Mikami regresó a su promoción de inicio el 4 de enero de 2014, en Wrestle Kingdom 8. Con una nueva máscara blanca, un traje negro y una caja de guitarra, similar al Gimmick de El Mariachi de las películas de México Trilogy, ingresó al ring después de que Kota Ibushi se convirtiera en el Campeón Peso Pesado Junior de la IWGP y le regaló un ramo de flores. En la rivalidad, El Desperado es mexicano, pero tiene un padre japonés y, por lo tanto, puede hablar japonés. El Desperado hizo su debut en el ring al día siguiente, formando equipo con Jushin Thunder Liger en un combate por equipos, donde derrotaron a Ibushi y Bushi, con él imponiendo a Bushi por la victoria. El combate por el Campeonato Peso Pesado Junior de la IWGP entre El Desperado e Ibushi tuvo lugar el 11 de febrero en The New Beginning en Osaka y vio a Ibushi retener su título. El 6 de marzo en el evento del 42 ° aniversario de New Japan, El Desperado comenzó una nueva pelea con Jyushin Thunder Liger. Después de una pelea después de una pelea de equipo de seis hombres, Liger desafió a El Desperado a un combate de Máscara contra Máscara. El 6 de abril en Invasion Attack, El Desperado hizo equipo con Kota Ibushi para desafiar sin éxito a The Young Bucks (Matt & Nick Jackson) para el Campeonato Peso Pesado Junior en Parejas de la IWGP. Del 30 de mayo al 6 de junio, El Desperado participó en el torneo Best of the Super Juniors 2014, donde terminó con un récord de tres victorias y cuatro derrotas, sin poder avanzar desde su bloque. 
El 4 de julio, El Desperado cambio a heel y se unió al stable Suzuki-gun, mientras que también puso su mirada en el Campeonato Peso Pesado Junior de la IWGP. El 13 de octubre en King of Pro-Wrestling, El Desperado desafió sin éxito a Ryusuke Taguchi para el Campeonato Peso Pesado Junior de la IWGP. El Desperado luego comenzó a perseguir a Jushin Thunder Liger para el Campeonato Mundial Peso Pesado Júnior de la NWA, lo que lleva a una lucha por el título entre los dos el 5 de enero de 2015, donde Liger retuvo su título.

### Pro Wrestling NOAH (2015-2016)
También en enero de 2015, Suzuki-gun entró en una rivalidad, donde todo el stable invadió la promoción Pro Wrestling Noah. Como parte de la historia, El Desperado y Taka Michinoku ganaron el Campeonato Peso Pesado Junior en Parejas de GHC el 15 de marzo al derrotar a Choukibou-gun (Hajime Ohara y Kenoh) y No Mercy (Daisuke Harada y Genba Hirayanagi). En julio, El Desperado ingresó a la Liga Global Junior Heavyweight 2015. Después de un récord de cuatro victorias y una derrota, El Desperado entró al último día del 5 de agosto con la posibilidad de llegar a la final, pero una derrota ante Daisuke Harada significó que Harada avanzó desde la cuadra.
El 4 de octubre, El Desperado y Michinoku perdieron el Campeonato Peso Pesado Junior en Parejas de GHC ante Harada y Kotoge. Después de la pérdida, El Desperado fue dejado de lado por una lesión en el cuello. Después de su regreso, El Desperado se vio obligado a poner su punto en Suzuki-gun en la línea, pero logró retener su membresía al derrotar al compañero del stable Takashi Iizuka por descalificación el 17 de marzo de 2016. 

### New Japan Pro-Wrestling (2017-presente)
La historia de invasión de Suzuki-gun Noah concluyó en diciembre de 2016, que llevó al stable a regresar a NJPW el 5 de enero de 2017. En mayo y junio, El Desperado participó en el Best of the Super Juniors 2017, donde terminó último en su bloque con una marca de tres victorias y cuatro derrotas. Debido a su victoria sobre Kushida durante el torneo, El Desperado recibió una oportunidad en el Campeonato Peso Pesado Junior de la IWGP el 16 de septiembre en Destruction in Hiroshima, pero fue derrotado por Kushida. El 6 de marzo del 2018 en el show del cuarto Aniversario, Desperado ganó su primer campeonato en New Japan cuando se hizo equipo con Yoshinobu Kanemaru para derrotar a Sho y Yoh por el Campeón en Parejas Peso Pesado Junior de la IWGP.
El 28 de febrero del 2021, en el evento de NJPW Casttle Attack, El Desperado conquistó por primera vez el IWGP Junior Heavyweight championship. El título se encontraba vacante y lo obtuvo venciendo en una triple amenaza a BUSHI y El Phantasmo. Desde entonces, lo defendió exitosamente ante YOH, en el evento Dominion, el 7 de junio del 2021.

## En lucha
- Movimientos finales
  - Como El Desperado
    - Angel de Rojo (Leg trap sunset flip powerbomb)[2] – 2017
    - El Es Claro (Leg hook half nelson rolled forward into a crucifix cradle)[3][4] – 2018–present
    - Diving splash[5][6][7] – 2015
    - Guitarra de Angel[8] (Single or double underhook overhead gutwrench lift transitioned into a over-the-shoulder spin-out powerbomb)
    - Guitarra de Muerta[8] / Guitarra de la Muerta[9] (Back-to-back double underhook piledriver)[9]
    - Numero Dos[10] (Stretch muffler)[11] – 2017
    - Pinche Loco (Sitout lifting double underhook facebuster)[2][12][13][14] – 2017

  - Como Kyosuke Mikami / Namajague
    - Cannonball
- Signature moves
  - Jumping neckbreaker drop
  - Spear
  - Shoulder tackle
  - Spinebuster, as a counter to an oncoming opponent

- Apodos
  - "Narazumono Luchador"[15]

## Campeonatos y logros
- Consejo Mundial de Lucha Libre
  - Campeonato en Parejas de la Arena Coliseo del CMLL (1 vez) – con Okumura (1)

- New Japan Pro-Wrestling
  - NEVER Openweight 6-Man Tag Team Championship (1 vez) – con Minoru Suzuki & Ren Narita[16]
  - IWGP Junior Heavyweight Championship (5 veces)
  - IWGP Junior Heavyweight Tag Team Championship (4 veces) – con Yoshinobu Kanemaru (4)
  - Super Jr. Tag League (2021) – con Yoshinobu Kanemaru

- Pro Wrestling NOAH
  - GHC Junior Heavyweight Tag Team Championship (1 vez) – con Taka Michinoku

### Lucha de Apuestas
| Ganador                                      | Perdedor                                  | Lugar            | Evento                                  | Fecha               | Notas |
| -------------------------------------------- | ----------------------------------------- | ---------------- | --------------------------------------- | ------------------- | ----- |
| Stuka Jr. (máscara) y Rey Cometa (cabellera) | Okumura (cabellera) y Namajague (máscara) | Ciudad de México | Homenaje a Dos Leyendas (2010)          | 15 de marzo de 2013 |       |
| Rey Cometa (cabellera)                       | Namajague (cabellera)                     | Ciudad de México | Show del 57 Aniversario de Arena México | 26 de abril de 2013 |       |